# Mops condylurus
Il pipistrello dalla coda libera dell'Angola (Mops condylurus  Smith, 1833) è un pipistrello della famiglia dei Molossidi diffuso nell'Africa subsahariana.

## Descrizione

### Dimensioni
Pipistrello di medie dimensioni, con la lunghezza totale tra 96 e 127 mm, la lunghezza dell'avambraccio tra 45 e 51 mm, la lunghezza della coda tra 32 e 52 mm, la lunghezza del piede tra 11 e 19 mm, la lunghezza delle orecchie tra 12 e 21 mm e un peso fino a 39 g.

### Aspetto
La pelliccia è corta, sparsa con la nuca quasi priva di peli. Le parti dorsali sono bruno-nerastre, bruno-grigiastre, grigio chiare o bruno-grigiastre chiare, talvolta con delle macchie biancastre e con la base dei peli più chiara, mentre le parti ventrali sono bruno-grigiastre, fulvo chiare, bianco-giallastre o biancastre, con delle strisce lungo i fianchi sempre bianche. Il muso non è estremamente appiattito, il labbro superiore ha 7 pieghe ben distinte ed è cosparso di corte setole. Le orecchie sono bruno-nerastre, relativamente corte, unite anteriormente da una membrana a forma di V che si estende in avanti fino a formare una sacca con l'apertura anteriore, dalla quale fuoriesce una cresta di corti peli bruni. Il trago è piccolo e quadrato, mentre l'antitrago è grande, rettangolare, con il bordo superiore convesso e con gli angoli smussati. Le membrane alari sono bruno-grigiastre, più chiare alle estremità e semi-trasparenti. La coda è lunga, tozza e si estende per più della metà oltre l'uropatagio, il quale è bruno-grigiastro scuro. Sono privi di sacche golari. Il cariotipo è 2n=48 FNa=56 in Uganda e 2n=48 FNa=66 in Somalia e in Sudafrica.

### Ecolocazione
Emette ultrasuoni sotto forma di impulsi di breve-media durata a banda stretta e frequenza quasi costante iniziale di 28–50 kHz e finale di 18–30 kHz. Questa configurazione è adatta alla predazione negli spazi aperti.

## Biologia

### Comportamento
Si rifugia singolarmente, in coppie o in gruppi fino a 369 individui sotto i tetti delle case, nelle cavità degli alberi e di palme, in grotte e in miniere a temperature tra 35-42 °C e umidità relativa fino al 94%, sebbene nelle notti invernali in Sudafrica sia stato osservato anche a temperature inferiori ai 10 °C. Può sopravvivere a temperature superiori a 40 °C per almeno 11 ore. Entra in uno Stato di torpore diurno a temperature esterne più fredde. Solitamente si trova aggrappato sulle pareti o le volte sempre ad altezze di almeno un metro e mezzo dal suolo, per potersi lanciare nel vuoto e raggiungere velocità sufficienti per prendere il volo. Le colonie più grandi producono un fortissimo odore pungente e una quantità elevata di guano. L'attività predatoria inizia tra i 15 minuti e un'ora dopo il tramonto. Il volo è rapido, agile ed estremamente poco manovrato.

### Alimentazione
Si nutre di insetti, particolarmente coleotteri, emitteri, lepidotteri, Odonata e omotteri catturati negli spazi aperti sopra la volta forestale, su spianate e specchi d'acqua tra 10 e 100 metri d'altezza. 

### Riproduzione
Danno alla luce un piccolo alla volta due volte l'anno durante le stagioni piovose e dopo una gestazione di 85 giorni. In Uganda le nascite avvengono tra febbraio e marzo e tra luglio ed agosto, in Kenya a novembre e tra marzo ed aprile, nel Malawi tra novembre e dicembre e tra febbraio e marzo mentre in Sudafrica a metà dicembre e nei primi giorni di aprile. Vengono svezzati dopo 50-60 giorni.

## Distribuzione e habitat
Questa specie è diffusa nell'Africa subsahariana dal Senegal alla Somalia meridionale ad est fino al Sudafrica nord-orientale e lo Swaziland a sud.
Vive nelle savane alberate, boschi di miombo, boscaglie ed arbusteti. È assente dalle foreste pluviali indisturbate, dalle zone montane, eccetto gli altopiani etiopi, e in zone aride, tranne lungo le sponde di grossi fiumi nella Somalia meridionale.

## Tassonomia
Sono state riconosciute 4 sottospecie:
- M.c.condylurus: Angola, Repubblica Democratica del Congo sud-orientale, Zambia, Malawi, Mozambico centrale e meridionale, Zimbabwe settentrionale e sud-orientale, Botswana centro-settentrionale, Swaziland, Sudafrica nord-orientale;
- M.c.orientis (G. M. Allen & Loveridge, 1942): Tanzania occidentale e sud-orientale, Ruanda, Burundi, Uganda, Repubblica Democratica del Congo orientale, Kenya, Etiopia centrale, Somalia meridionale, Sudan del Sud, Sudan sud-orientale;
- M.c.osborni (J. A. Allen, 1917): Repubblica Democratica del Congo sud-occidentale, Congo meridionale;
- M.c.wonderi (Sanborn, 1936): Senegal meridionale, Gambia, Guinea, Sierra Leone, Liberia, Costa d'Avorio, Mali, Burkina Faso, Ghana, Togo, Benin, Nigeria, Repubblica Democratica del Congo nord-occidentale.

## Conservazione
La IUCN Red List, considerato il vasto areale e la popolazione presumibilmente numerosa, classifica M.condylurus come specie a rischio minimo (Least Concern)).